# Barra do Turvo (ort)
Barra do Turvo är en ort i Brasilien.   Den ligger i kommunen Barra do Turvo och delstaten São Paulo, i den södra delen av landet, 1 000 km söder om huvudstaden Brasília. Barra do Turvo ligger 151 meter över havet och antalet invånare är 7 729.
Terrängen runt Barra do Turvo är huvudsakligen kuperad. Barra do Turvo ligger nere i en dal. Runt Barra do Turvo är det glesbefolkat, med 8 invånare per kvadratkilometer.. Det finns inga andra samhällen i närheten.
I omgivningarna runt Barra do Turvo växer i huvudsak städsegrön lövskog.